# Polskie Towarzystwo Suicydologiczne
Polskie Towarzystwo Suicydologiczne (skrót: PTS, formalnie: Stowarzyszenie Polskie Towarzystwo Suicydologiczne) – ogólnopolskie stowarzyszenie założone w 2002 roku. Polskie Towarzystwo Suicydologiczne działa interdyscyplinarnie – zrzesza suicydologów, psychologów, socjologów, pedagogów, prawników, lekarzy psychiatrów, karnistów, interwentów kryzysowych oraz kulturoznawców. Główny cel stowarzyszenia stanowi propagowanie profilaktyki zachowań samobójczych.

## Historia
Polskie Towarzystwo Suicydologiczne (PTS) zostało założone w dniu 12 marca 2002 roku przez Komitet Założycielski, w którego skład wchodziło 25 osób. Z powodów formalno-prawnych Polskie Towarzystwo Suicydologiczne zostało oficjalnie zarejestrowane 17 stycznia 2003 roku – znajduje się w Krajowym Rejestrze Sądowym Organizacji Pozarządowych – Stowarzyszeń.
Prezesem został prof. zw. dr hab. dr h.c. Brunon Hołyst, pionier suicydologii w Polsce. Wiceprezesami są: prof. dr hab. n. med. Agnieszka Gmitrowicz, dr hab. Adam Czabański oraz dr n. hum. Daria Biechowska. Sekretarzem organizacji jest dr Halszka Witkowska.

### Cele Stowarzyszenia[1]to, m.in.,
- analiza rozpowszechnienia zachowań samobójczych w Polsce i na świecie,
- spełnianie humanitarnego obowiązku ratowania innych,
- tworzenie naukowych podstaw programów prewencyjnych redukujących liczbę zachowań samobójczych,
- działania na rzecz afirmacji życia i poprawy jego jakości,
- wpływanie na wzrost świadomości wśród obywateli i władz publicznych o zagrożeniach społecznych i indywidualnych, w tym suicydogennych, jakie niesie ze sobą rozwój współczesnej technologiczno-informatycznej cywilizacji,
- wspieranie oraz ocena działań oraz programów w zakresie redukowania ryzyka zachowań samobójczych,
- inicjowanie oraz prowadzenie badań naukowych z dziedziny suicydologii,
- organizowanie sympozjów i konferencji naukowych dla członków PTS i osób zajmujących się praktycznie i teoretycznie problemem samobójstw.

### Działalność
W ramach Polskiego Towarzystwa Suicydologicznego powstawała inicjatywa „Życie warte jest rozmowy”, której celem jest rozpowszechnianie wiedzy na temat zapobiegania samobójstwom. PTS organizuje również serię specjalistycznych, certyfikowanych szkoleń z zakresu suicydologii m.in. „Samobójstwo i próba samobójcza – interwencja kryzysowa w sytuacji zagrożenia życia”, „Postwencja w szkole – interwencje po samobójstwie i próbie samobójczej ucznia”, „Samouszkodzenia i zachowania autoagresywne u dzieci i młodzieży” oraz wiele innych. W ramach działalności Polskiego Towarzystwa Suicydologicznego została utworzona również seria bezpłatnych webinarów pomocowych.
Polskie Towarzystwo Suicydologiczne uruchomiło również pierwsze w Polsce studia podyplomowe o kierunku „Suicydologia” we współpracy z Wyższą Szkołą Menedżerską w Warszawie przy ul. Kawęczyńskiej 36. Zajęcia prowadzone są przez specjalistów z dziedziny suicydologii, socjologii, psychiatrii, psychologii, pedagogiki oraz kulturoznawstwa.
W latach 2018–2019, dzięki współpracy Polskiego Towarzystwa Suicydologicznego z Wydziałem „Artes Liberales” Uniwersytetu Warszawskiego, odbyły się trzy edycje ogólnopolskiej konferencji naukowej „Autodestrukcja. Sytuacje graniczne we współczesnej kulturze”.

## Życie warte jest rozmowy
Polska inicjatywa, której celem jest propagowanie wiedzy na temat zapobiegania samobójstwom. Jej organizatorzy podkreślają znaczenie rozmowy, jako jednego z najważniejszych sposobów umożliwiających pomoc osobom w kryzysie.
Wydarzenie to zostało zainicjowane z okazji obchodów Światowego Dnia Zapobiegania Samobójstwom (World Suicide Prevention Day) 10 września 2018 roku przez Polskie Towarzystwo Suicydologiczne oraz Instytut Psychiatrii i Neurologii, przy współpracy z samorządem doktorantów Wydziału „Artes Liberales” UW.
W ramach działalności inicjatywy powstały trzy spoty telewizyjne. W 2019 roku ambasadorem inicjatywy został polski aktor Michał Czernecki.
Inicjatywa współfinansowana jest przez Narodowy Program Zdrowia. Organizatorami są: Instytut Psychiatrii i Neurologii, Polskie Towarzystwo Suicydologiczne oraz Wydział „Artes Liberales” Uniwersytetu Warszawskiego.

### Cele inicjatywy
- Promowanie wrażliwości i otwartości na rozmowę z osobami w kryzysie psychicznym. Często nie mają one możliwości werbalizacji swoich przeżyć wewnętrznych z powodu strachu przed stygmatyzacją oraz bagatelizacją problemów, z którymi się zmagają.
- Próba detabuizacji zjawiska samobójstwa, podważenia mitów oraz stereotypów dotyczących osób zmagających się z problemami psychicznymi.
- Podniesienie świadomości społecznej, dotyczącej zjawiska, jakim jest samobójstwo. Próba zmiany sposobu mówienia oraz myślenia o samobójstwie w przestrzeni publicznej, zarówno w mediach, jak i w przestrzeni codziennej.
- Upowszechnianie wiedzy na temat możliwych sposobów prewencji i profilaktyki.
- Promowanie organizacji zajmujących się pomocą osobom w kryzysie.
- Organizowanie bezpłatnych wykładów otwartych, podczas których odbywają się prelekcje z zakresu prewencji samobójstw oraz higieny zdrowia psychicznego, dostępnych dla wszystkich zainteresowanych.
- Organizowanie szkoleń z zakresu prewencji samobójstw dla specjalistów, którzy spotykają się z osobami w kryzysie psychicznym na co dzień: nauczycieli, pedagogów, pracowników opieki społecznej, księży, policjantów.

### Wydarzenia organizowane w ramach kampanii

#### Wykłady otwarte[3]
W ramach inicjatywy „Życie Warte jest rozmowy” organizowano cyklicznie wykłady otwarte skupiające się na różnych tematach z dziedziny prewencji samobójstw. Na wydarzenia zapraszani są eksperci, którzy w ciągu około 30–minutowych wykładów wypowiadają się na temat konkretnych aspektów zjawiska samobójstw oraz wyzwań prewencyjnych. Po każdym wykładzie przewidziany jest czas dla uczestników, tak aby każdy miał możliwość zadać pytania prowadzącym.
W trakcie każdego wydarzenia dostępne są Pokoje Wsparcia, w których dyżurują specjaliści. Można z nimi porozmawiać, aby uzyskać pomoc psychologiczną dla siebie lub bliskich.
10.09.2018 roku – pierwsza edycja wykładów otwartych, zorganizowanych z okazji obchodów Światowego Dnia Zapobiegania Samobójstwom.
10.09.2018 roku – pierwsza edycja wykładów otwartych, zorganizowanych z okazji obchodów Światowego Dnia Zapobiegania Samobójstwom.
10.09.2018 roku – pierwsza edycja wykładów otwartych, zorganizowanych z okazji obchodów Światowego Dnia Zapobiegania Samobójstwom.
Wykłady odbyły się w gmachu Biblioteki Uniwersytetu Warszawskiego przy ulicy Dobrej 55 w Warszawie.
07.12.2018 roku – dzień wykładów otwartych – „Podaruj czas na święta”.
Wykłady odbyły się w Instytucie Psychiatrii i Neurologii przy ulicy Jana Sobieskiego 9 w Warszawie. Tematem przewodnim wydarzenia były ogólne wyzwania prewencyjne. Wykłady skupiały się również na tym, w jaki sposób duchowni mogą wspierać swoich parafian w momencie kryzysu psychicznego.
26.06.2019 roku – dzień wykładów otwartych – „Informować/ratować?”
Wykłady odbyły się w siedzibie Związku Polskich Artystów Plastyków przy ulicy Mazowieckiej 11A w Warszawie. Wydarzenie poświęcone było profilaktyce samobójstw w mediach. W trakcie obrad poruszone zostały m.in. możliwości zapobiegania samobójstwom w środkach masowego przekazu, złożony problem zachowań samobójczych w przestrzeni Internetu, jak również kwestia właściwego korzystania z poradników opracowanych przez specjalistów WHO i Ministerstwa Zdrowia.
10.09.2019 roku – dzień wykładów otwartych zorganizowany z okazji obchodów Światowego Dnia Zapobiegania Samobójstwom.
Wykłady odbyły się w gmachu Biblioteki Uniwersyteckiej. Głównym celem wydarzenia było przybliżenie szerokiej publiczności podstawowej wiedzy na temat zapobiegania samobójstwom w Polsce, ze szczególnym uwzględnieniem wysokiej ilości samobójstw wśród mężczyzn.
14.10.2019 roku – dzień wykładów otwartych –„Edukuj-wspieraj-bądź. Profilaktyka samobójstw wśród dzieci i młodzieży”
Wykłady odbyły się w siedzibie Związku Polskich Artystów Plastyków przy ulicy Mazowieckiej 11a w Warszawie. Wydarzenie poświęcone było profilaktyce samobójstw wśród dzieci i młodzieży. Adresatami październikowych wykładów byli dorośli, którzy powinni pomagać dzieciom i nastolatkom w przezwyciężaniu kryzysu psychicznego ─ zarówno nauczyciele i pedagodzy, jak i rodzicie oraz pracownicy ośrodków, świadczących pomoc osobom w kryzysie.
22.11.2019 roku – dzień wykładów otwartych – „Kulturalnie o życiu. Samobójstwo w zwierciadle kultury”
Wykłady odbyły się w siedzibie Związku Polskich Artystów Plastyków. Wydarzenie poświęcone było zagadnieniu samobójstwa i sposobom przedstawiania go w dziełach kultury.
12.12.2019 roku – dzień wykładów otwartych – „Gdy życie traci sens. Grupy podważonego ryzyka a zachowania samobójcze”
Wykłady odbyły się w Instytucie Psychiatrii i Neurologii przy ulicy Jana Sobieskiego 9 w Warszawie. Wydarzenie poświęcone było zagadnieniu samobójstwa wśród grup charakteryzujących się wysokim wskaźnikiem zachowań samobójczych.
10.09.2020 i 11.09.2020 roku – dwa dni wykładów otwartych zorganizowany z okazji obchodów Światowego Dnia Zapobiegania Samobójstwom.
Wykłady odbyły się w Auli w Starym BUW-ie przy ul. Krakowskie Przedmieście 26/28 w Warszawie. Wykłady poświęcone były zagadnieniu samotności oraz jej wpływowi na psychikę osób znajdujących się w kryzysie. Wydarzenie w całości było transmitowane na żywo na stronie konferencji www.npz3.pl oraz na Facebooku, na profilu Życie warte jest rozmowy.
5.12.2010 roku – dzień wykładów otwartych – „Życie warte jest rozmowy – i Ty możesz pomóc”
Wykłady odbyły się na platformie internetowej clickmeeting. Grudniowe wykłady były podsumowaniem działalności kampanii i stanowiły okazję, aby podziękować uczestnikom za współpracę.
Szkolenia:
W 2020 roku organizatorzy kampanii „Życie warte jest rozmowy” we współpracy z Polskim Towarzystwem Suicydologicznym rozpoczęli organizację specjalistycznych szkoleń z zakresu prewencji samobójstw, skierowanych do konkretnych grup zawodowych. Szkolenia prowadzone przez specjalistów kończą się uzyskaniem certyfikatu.

#### Platforma pomocowo-edukacyjna
W 2021 roku organizatorzy kampanii „Życie warte jest rozmowy” we współpracy z Polskim Towarzystwem Suicydologicznym oraz przy wsparciu finansowemu PZU S.A. stworzyli pierwszą w Polsce i Europie platformę internetową, gdzie pomoc znajdą nie tylko osoby w kryzysie, ale także Ci, którzy chcą im pomóc. Na stronie „Życie warte jest rozmowy” (link: www.zwjr.pl) pomoc i wsparcie otrzymają rodzice i nauczyciele, którzy chcą pomóc dziecku oraz nastolatkowi w trudnej sytuacji. Projekt został stworzony z myślą o osobach, które borykają się z myślami samobójczymi, mają za sobą próby samobójcze lub straciły kogoś w wyniku samobójstwa.